# White Bear (album)
White Bear è il secondo album in studio dei Temperance Movement, pubblicato nel 2016.

## Tracce
Testi e musiche dei Temperance Movement.
1. Three Bulleits – 3:14
2. Get Yourself Free – 3:37
3. A Pleasant Peace I Feel – 4:35
4. Modern Massacre – 2:21
5. Battle Lines – 4:16
6. White Bear – 4:00
7. Oh Lorraine – 3:03
8. Magnify – 3:59
9. The Sun and Moon Roll Around Too Soon – 2:48
10. I Hope I'm Not Losing My Mind – 3:57

Durata totale: 35:50

### Bonus tracks
- Time Won't Leave
- Centrefold
- Do the Revelation

## Formazione

### The Temperance Movement
- Phil Campbell – voce
- Luke Potashnick – chitarra
- Paul Sayer – chitarra
- Nick Fyffe – basso
- Damon Wilson – batteria

### Produzione
- The Temperance Movement – produttori artistici
- Sam Miller – produttore artistico, addetto alla registrazione e al missaggio
- John Davis – addetto al mastering
- Graham Erikson – direttore artistico
- Steven Sebring – copertina e fotografia